# Alá Abd az-Zahra Hassán
Alá Abd az-Zahra Hassán el-Azzávi (arabul: علاء عبدالزهرة خشَان العزاوي; Bagdad, 1987. december 22. –) iraki válogatott labdarúgó, az As-Surta csatára, de középpályásként is bevethető.

## Pályafutása

### A válogatottban
2006-ban ezüstérmet nyert az iraki ifjúsági válogatottal az Ázsia-játékokon. Egy évvel később mutatkozott be az első csapatban. 2009-ben Bora Milutinović edző behívta a 2009-es konföderációs kupára. Részt vett a 2011-es és a 2015-ös Ázsia-kupán.